# Jyoti Prasad Rajkhowa
Vous pouvez aider à l'améliorer ou bien discuter des problèmes sur sa page de discussion.
- La traduction est incomplète. (Marqué depuis avril 2016)
- Il est orphelin : moins de trois articles lui sont liés. Aidez à ajouter des liens en plaçant le code [[Jyoti Prasad Rajkhowa]] dans les articles relatifs au sujet. (Marqué depuis septembre 2016)

Jyoti Prasad Rajkhowa est un homme politique indien du Arunachal Pradesh.
Il devient gouverneur de Arunachal Pradesh le 12 mai 2015. Il le reste jusqu'au 12 septembre 2016.